# Synagoga w Prudniku
Synagoga w Prudniku (niem. Synagoge in Neustadt in Oberschlesien) – nieistniejąca synagoga, która znajdowała się w Prudniku, na rogu dzisiejszych ulic Klasztornej i Kościuszki (ówczesne Klosterstrasse i Hindenburgstrasse).

## Historia
W 1816 Żydzi odprawiali swoje modlitwy w Prudniku w wynajętej izbie w domu przy ul. Wąskiej, a później przy ul. Zamkowej. Od 1846 modlitwy odprawiano w oficynie domu na Rynku pod numerem 9.
Prudnicka gmina żydowska wzniosła swoją synagogę w 1877 na rogu dzisiejszych ulic Klasztornej i Kościuszki, w miejscu zwanym Placem Synagogalnym. Inicjatorem i fundatorem budowy był przemysłowiec Samuel Fränkel, właściciel fabryki włókienniczej w Prudniku (późniejszy „Frotex”), który także 3 maja 1877 dokonał poświęcenia synagogi. Projekt synagogi wykonał architekt o nazwisku Smith.

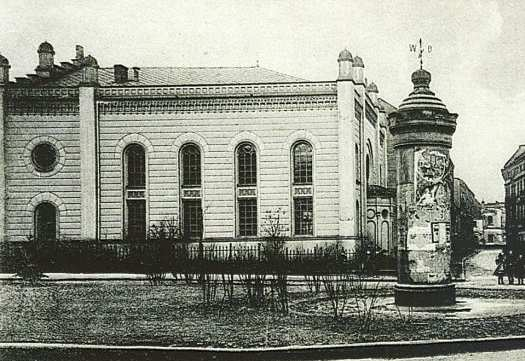
Synagoga na początku XX wieku

Synagoga była oddzielona od budynku poczty murem, za którym był mały ogród. Obecnie w tym miejscu znajduje się Bank Spółdzielczy. Naprzeciwko synagogi zbudowana została willa rodziny Fränkel. 15 sierpnia 1914, kiedy to rozwiązano gminę żydowską w Białej, opiece prudnickiej synagogi powierzono większość przedmiotów kultu religijnego, w tym m.in. Torę, z synagogi w Białej. W 1928 kantorem w prudnickiej synagodze był Lowenstein.
Podczas nocy kryształowej z 9 na 10 listopada 1938 roku, bojówki hitlerowskie spaliły synagogę, a jej wypalone mury zostały rozebrane. Po zakończeniu II wojny światowej nie została odbudowana. Na jej miejscu wybudowano pasaż handlowy z kwiaciarnią. W 2001 Gmina Wyznaniowa Żydowska we Wrocławiu, w której zasięgu terytorialnym znajduje się Prudnik, wnioskowała o zwrócenie jej skweru, na którym stała synagoga, a także cmentarza żydowskiego. Gmina Prudnik przekazała te tereny gminie żydowskiej w 2009.

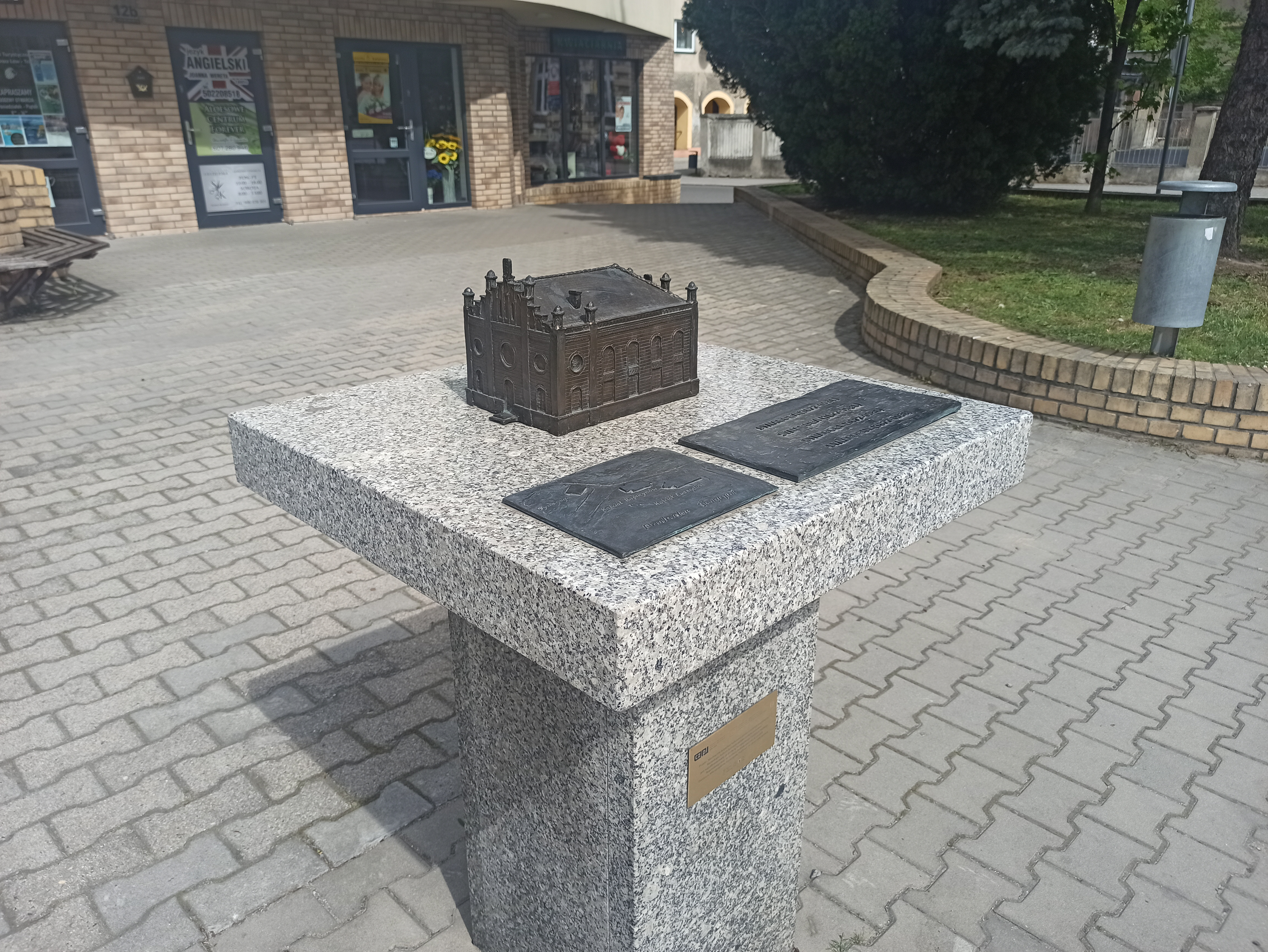
Makieta synagogi

W 2022, w ramach projektu Muzeum Ziemi Prudnickiej i miasta Zlaté Hory, prudnicka synagoga została odtworzona w postaci makiety przez Piotra Makałę. Odsłonięcia makiety dokonał przewodniczący Chewry Kadiszy przy Gminie Wyznaniowej Żydowskiej w Katowicach Sławomir Pastuszka 6 listopada 2022.

## Architektura

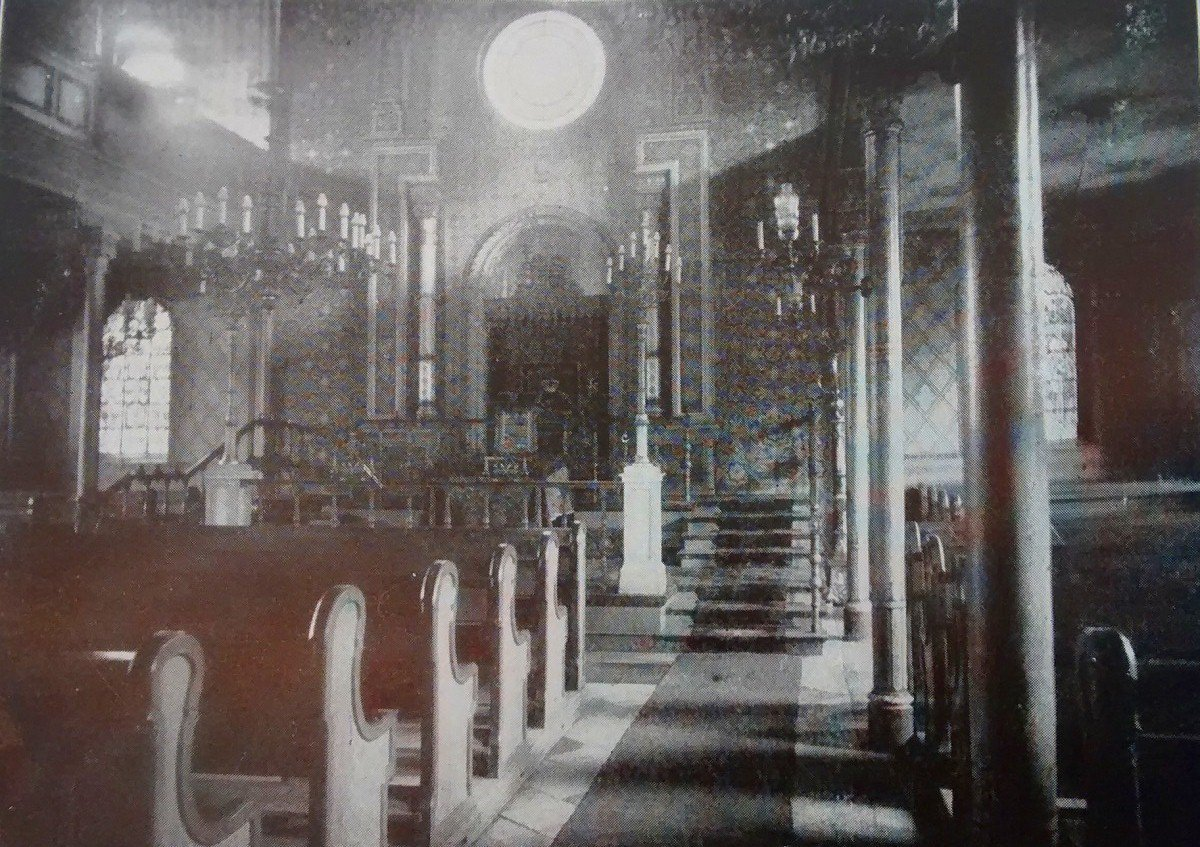
Wnętrze synagogi

Murowany budynek synagogi wzniesiono na planie prostokąta, w stylu mauretańskim. We wnętrzach w zachodniej części znajdował się przedsionek z którego wchodziło się do głównej sali modlitewnej, którą z trzech stron otaczały galerie dla kobiet. Prowadziły na nie dwa osobne wejścia, znajdujące się na elewacjach bocznych. Na ścianie wschodniej znajdowała się apsyda mieszcząca aron ha-kodesz. Fasadę główną wieńczyły cztery sterczyny nakryte kopułkami.
Na parterze mieściła się główna sala modlitewna, która była przeznaczona dla mężczyzn. Po jej bokach umieszczono babiniec dla kobiet, do którego wiodło osobne wejście.
W synagodze znajdowały się organy, tablica pamiątkowa poświęcona jej fundatorom, dwie tablice ku czci Żydów poległych za ojczyznę w wojnie francusko-pruskiej (1870–1871) i I wojnie światowej (1914–1918), tablica pamiątkowa konsula Hermanna Fränkla. W oknach umieszczone były malowane witraże, które zostały ufundowane przez Josefa Pinkusa i Emanuela Fränkla.